# RTP1
RTP1 è la prima rete televisiva di Rádio e Televisão de Portugal, l'azienda portoghese che si occupa della televisione pubblica. Si tratta del primo canale televisivo ad essere lanciato in Portogallo, nel 1957 con il nome RTP (ed anche in seguito al cambio di nome ufficiale, molti fanno riferimento ad esso ancora con questo nome), e per un breve periodo con il nome Canal 1. È uno dei canali maggiormente seguiti in Portogallo, ma con l'avvento della pay-tv ha perso ascolti. Dal 2002 le sue trasmissioni vanno in onda 24 ore su 24.
RTP1 ha una programmazione generalista, principalmente composta da notiziari e talk show, sport, fiction e format nazionali ed internazionali, come film e serie televisive. A differenza della rete sorella RTP2, RTP1 trasmette una quantità maggiori di inserzioni pubblicitarie, che insieme ai contributi pubblici, finanziano il network.
Dal 14 gennaio 2013, dopo alcune sperimentazioni durante l'anno passato, RTP1 trasmette quasi completamente in 16:9, tale transizione si chiude a giugno 2015 con i programmi di informazione.